# Wave Race
Wave Race es un videojuego de carreras de motos de agua desarrollado por Pax Softnica y publicado por Nintendo en 1992 para la consola Game Boy. Es el primer juego de la saga Wave Race. Sus secuelas son Wave Race 64 de Nintendo 64 y Wave Race: Blue Storm de GameCube. El juego es original de 1992, pero en Europa no se lanzó hasta 1997 viendo el éxito que había obtenido Wave Race 64; en Japón ni siquiera fue publicado.

## Sistema de juego
El juego consiste en manejar una moto de agua, desde una vista aérea, por un recorrido marcado. Existen ocho circuitos en los que correr y en los que se encuentran algunas dificultades como rampas, aguas poco profundas y remolinos. Existen dos modos de juego:
- Slalom: el jugador ha de ir pasando entre postes durante todo el circuito, sumando así puntos de uno en uno. El jugador que más puntos tenga al final de la carrera habrá ganado.

- Race (carrera): el jugador debe guiar la moto de agua por el circuito, pasando por puntos de control. Se debe completar cada vuelta en un tiempo límite, y cada punto de control sirve para aumentar este tiempo y no quedar eliminado de la carrera.

El juego puede jugarse en modo cuatro jugadores, usando el cable link entre las consolas Game Boy .

## Crítica
- Nintendo Acción nº55: 60/100

"La resolución técnica es mediocre. [...] todos (los circuitos) son prácticamente iguales.[...] Las motos de agua son el único nexo común entre esta versión y la de 64 bits. Bueno, y también que se llaman Wave Race."
- Hobby Consolas nº69 : 60/100

"[...] si nos dijeran que son coches los que compiten en lugar de motos acuáticas no notaríamos el cambio en nada. El único aliciente es el hecho de poder competir contra otros tres jugadores conectados."